# Juan Ignacio Sabatini
Juan Ignacio Sabatini Mujica (Santiago, 1978) és un director de cinema i televisió xilè.

## Biografia
És fill del destacat director de televisió, Vicente Sabatini i d'Ana María Mujica. Diplomat de Comunicació Audiovisual de Duoc UC, amb estudis de Postgrau en Direcció de Fotografia en la Escola Superior de Cinema i Audiovisuals de Catalunya, Barcelona. Juan Downey: Más allá de estos muros és el seu primer llargmetratge documental basat en la vida del seu besoncle patern, Juan Downey. En l'àrea de ficció ha col·laborat amb els destacats directors xilens Ricardo Larraín i Nicolás Acuña. L'any 2010 va estrenar el reeixit documental Ojos rojos, codirigit amb Juan Pablo Sallato i Ismael Larraín.

## Filmografia
Director (sèries si no s'especifica el gènere)
- Matar a Pinochet (2020)
- La cacería: Las niñas de Alto Hospicio (2018)
- 12 días que estremecieron Chile (2017)
- Sitiados (2015)
- Zamudio (2015)
- Adictos al claxón (2013)
- Los archivos del cardenal (2011)
- Ojos rojos (documental, 2010)
- Juan Downey: Más allá de estos muros (documental, 2009)
- Cárcel de mujeres 2 (2008)

Productor
- Zamudio
- La cultura del sexo (sèrie-documental)
- Adictos al claxón
- Ojos rojos
- Juan Downey: más allá de estos muros

## Premis
- Premi Altazor (2012) a la Millor direcció per Los archivos del cardenal.
- Premi Altazor (2013) a la Millor direcció per Adictos al claxón.